# Johann Matthias Peskoller
Johann Matthias Peskoller, ladinisch Jan Matî Pescoller (* 15. Mai 1873 in Grones, Gemeinde Abtei; † 19. Juni 1951 in Welsberg), war ein Südtiroler Maler und Restaurator.

## Leben
Johann Matthias Peskoller lernte die Malerei bei Josef Barth in Brixen und in der Fachschule in St. Ulrich in Gröden bei Josef Moroder-Lusenberg. 1897/99 war er auf Wanderschaft in Deutschland und Litauen (Wilna, Kowno). Er schuf zahlreiche Wand- und Deckengemälde sowie Dekorationsmalereien in Kirchen und Kapellen in Süd- und Osttirol. Einer seiner Schüler war sein Sohn Hans Peskoller (* 1903).

## Werke

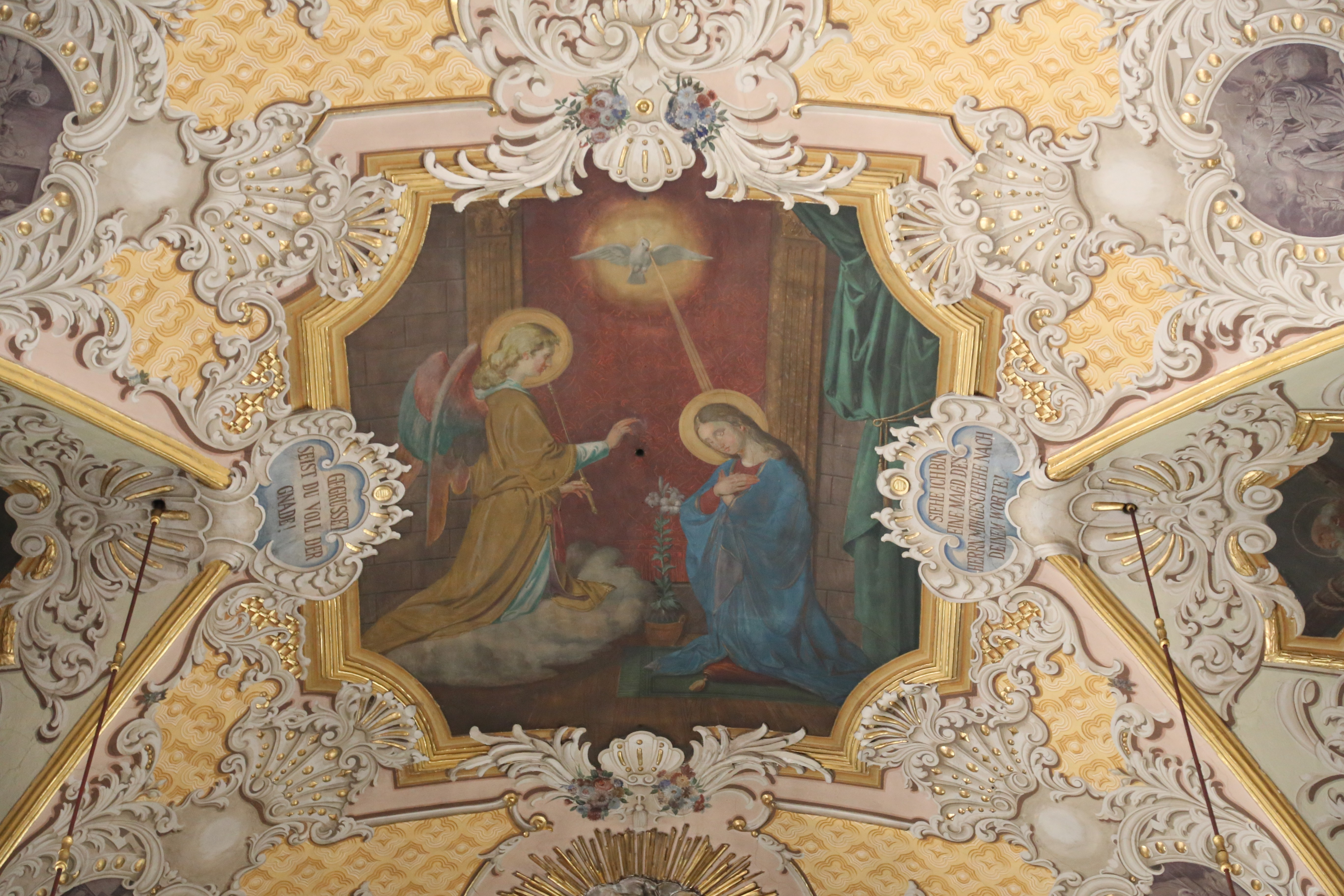
Verkündigung, Pfarrkirche Welsberg

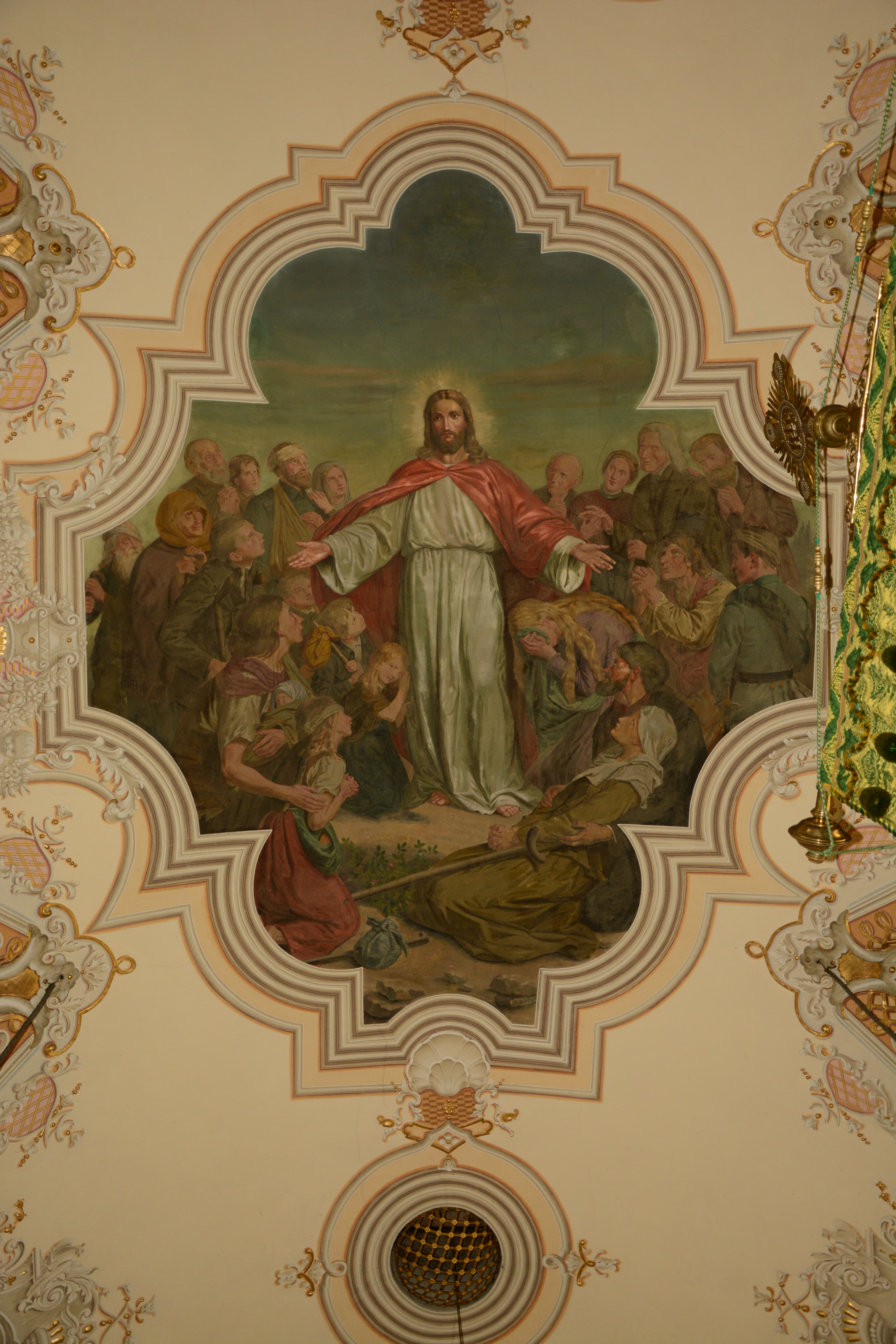
Jesus predigt dem Volk, Pfarrkirche Schlaiten

- Deckenmalerei, Pfarrkirche Unsere Liebe Frau, Stern, 1897[1]
- Wandgemälde an der Emporenbrüstung und im Chor, Pfarrkirche Mariä Lichtmess, Enneberg, um 1900[2]
- Restaurierung und Übermalung der Gewölbemalereien, Pfarrkirche hll. Ulrich und Markus, Ainet, 1901[3]
- Deckenmalereien, Neue Pfarrkirche St. Gertraud, Sulden, um 1902[4]
- Deckengemälde, Pfarrkirche St. Peter und Paul, Elvas, 1903[5]
- Deckengemälde, St.-Josefs-Kirche der Englischen Fräulein, Brixen, 1904[6]
- Freskenausstattung im Chor, Pfarrkirche St. Andreas, Vals, 1904[7]
- Gewölbemalereien, Pfarrkirche hl. Andreas, Prägraten, 1906[8]
- Gewölbemalereien, Pfarrkirche hl. Paulus, Schlaiten, 1906–1909[9]
- Gewölbemalereien, Pfarrkirche St. Peter und Paul, Welschellen, 1909–1910[10]
- Deckengemälde, Pfarrkirche St. Margareth, Welsberg, 1909–1910[11]
- Langhausdekoration, St. Anton Abt, Untermoi, um 1920[12]
- Deckengemälde und Kreuzwegstationen, Pfarrkirche St. Petrus und Agnes, Niederolang, 1922
- Deckengemälde, Pfarrkirche St. Peter und Paul, Reischach, 1924
- Deckengemälde im Chor, St. Magdalena, Villnöß, 1928[13]